# Super Cup (Engeland)
De Super Cup (of ScreenSport Super Cup naar de sponsor) is een voormalige Engelse voetbalcompetitie gehouden in het seizoen 1985/86.
De bekercompetitie werd opgezet na het Heizeldrama toen alle Engelse clubs verbannen werden uit de Europacups gedurende vijf jaar. De deelnemers waren:
- Everton (oorspronkelijk gekwalificeerd voor de Europacup I)
- Manchester United (Europacup II)
- Norwich City (UEFA Cup)
- Liverpool (UEFA Cup)
- Tottenham Hotspur (UEFA Cup)
- Southampton (UEFA Cup)

Er werd over twee wedstrijden gespeeld waarin de eerste ronde uit twee poules bestond. In de finale won Liverpool van stadgenoot Everton.
De Super Cup kreeg na 1986 geen vervolg omdat er weinig belangstelling was van zowel toeschouwers als sponsors. De Full Members Cup die in hetzelfde jaar om dezelfde reden was opgericht was succesvoller en duurde vijf seizoenen.

## Finale
| Jaar | Winnaar   | Uitslag(en) | Runner-up |
| ---- | --------- | ----------- | --------- |
| 1986 | Liverpool | 3-1         | Everton   |